# Tragédie de vengeance

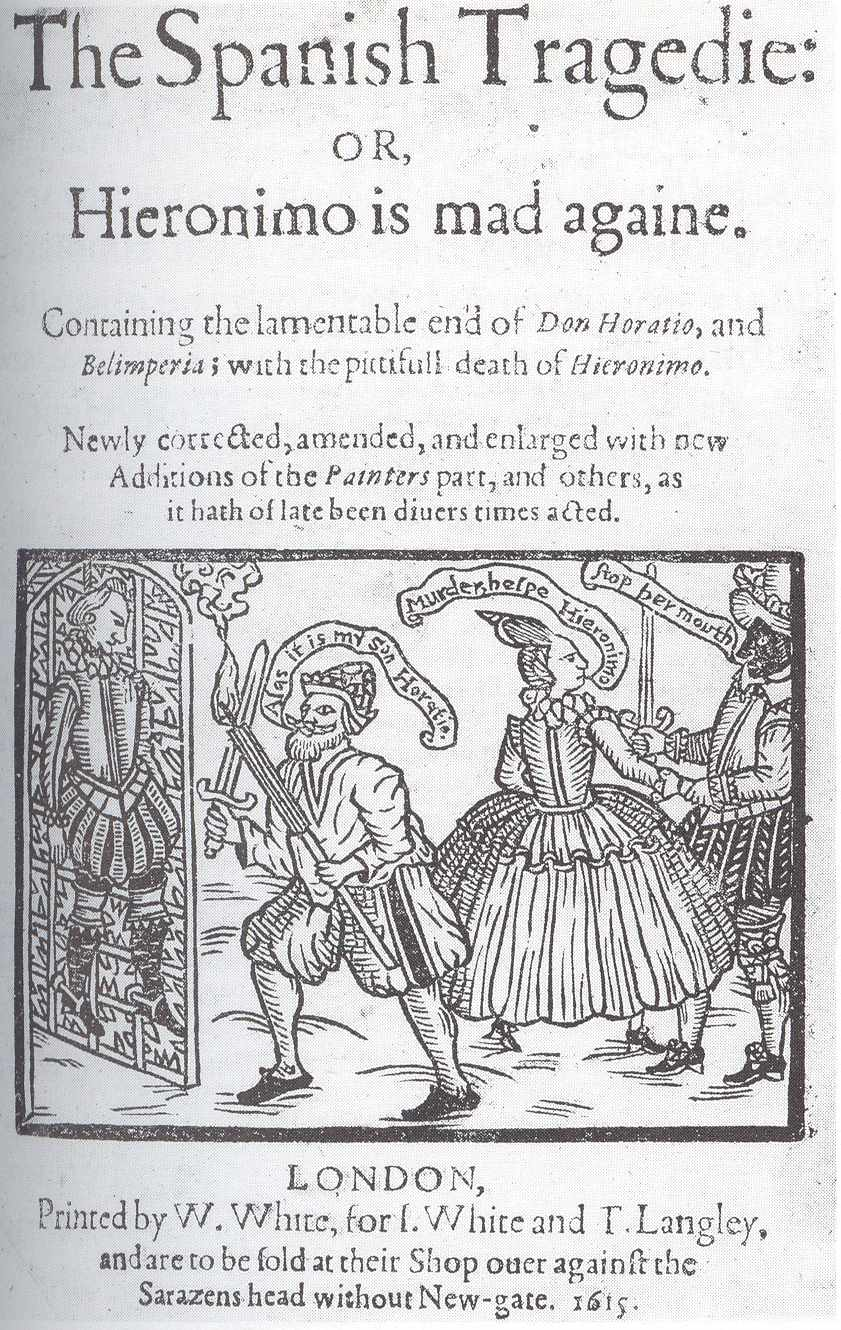
Titre de la couverture de l'édition in-quarto de La Tragédie Espagnole (1615)

La tragédie de vengeance (en anglais revenge tragedy) est un genre dramatique dans lequel le personnage principal a pour but de se venger d’une injure (que celle-ci soit réelle ou imaginaire). Le terme revenge tragedy a été introduit en 1900 par A.H Thorndike pour dénommer un certain type de pièces de théâtre écrites vers la fin de l’ère élisabéthaine et au début de l’ère jacobéenne.

## Origines
La plupart des spécialistes s'accordent à dire que les tragédies de Shakespeare et celles de ses contemporains puisent leur inspiration dans la tragédie romaine, et en particulier dans la pièce Thyeste de Sénèque. Les tragédies de Sénèque adoptent trois thèmes principaux : les retournements du destin (Troades), les crimes et les meurtres accomplis avec cruauté (Thyeste), ainsi que la pauvreté, la simplicité et la chasteté toutes trois célébrées par le dramaturge (Hippolyus).
Dans la tragédie de Sénèque Thyeste, Atrée se venge de son frère jumeau Thyeste, qui a séduit sa femme Erope, et a eu plusieurs enfants de cette dernière. Après avoir découvert l’adultère, Thyeste s’étant enfui, Atrée feint une réconciliation et invite son frère à rejoindre de nouveau Argos sous prétexte de vouloir partager le pouvoir avec lui. Mais au cours d’un festin, Atrée fait manger à Thyeste à l’insu de ce dernier, la chair des fils qu’il a eus avec Erope dans l’adultère. Ce n’est qu’à la fin du festin qu'Atrée révèle tout à son frère.
Il est à noter qu'à moins qu’ils se repentent, les criminels de Sénèque (dans ce cas-ci Thyeste) méritent toujours leur punition car selon lui, le choix de faire le mal est entièrement entre les mains de l’individu lui-même. Ainsi, le personnage doit être puni d’une manière appropriée pour les crimes qu'il a commis. Cependant, cette prise de position éthique peut donner lieu à des situations complexes, étant donné que le meurtre commis sous prétexte de vengeance est aussi lui-même un crime. Ce dernier fait du vengeur lui-même un criminel, et incite de plus le camp du puni à lui faire subir à son tour des représailles.

## Caractéristiques de la tragédie de vengeance
- Le meurtre
- Les fantômes des victimes réclament une vengeance aux personnages vivants (Hamlet, La Tragédie espagnole)
- Le théâtre dans le théâtre (Hamlet, La Tragédie espagnole)
- La folie (Hamlet, La Tragédie espagnole)
- Le cannibalisme (Titus Andronicus)

## Développement
La première tragédie de vengeance à proprement parler apparaît en 1587 durant la période élisabéthaine, avec la pièce de théâtre de Thomas Kyd, La Tragédie espagnole. Dans cette pièce, Hieronimo découvre le cadavre de son fils Horatio, ce qui le plonge dans un bref accès de folie. Après cela, Hieronimo démasque l’identité des meurtriers d’Horatio et décide de se venger au cours d'une pièce de théâtre dans le théâtre. C'est durant cette pièce de théâtre que Hieronimo, accomplit sa vengeance avant de lui-même mettre fin à ses jours. Avec la soif de justice de Hieronimo, et l’impuissance manifeste de l’État, La Tragédie espagnole introduit la problématique de la justice vengeresse qui sera ainsi explorée et développée durant l’ère élisabéthaine et jacobéenne, le genre de la tragédie de vengeance ayant gagné en popularité. Le conflit entre vengeance publique et vengeance privée, toutes deux plus ou moins distinctes l’une de l’autre, est considéré par certains comme le thème caractéristique non seulement des premières tragédies modernes de vengeance, mais aussi plus généralement, de toutes les premières tragédies modernes. La tension entre vengeance publique et vengeance privée a aussi conduit à des désaccords sur le statut des personnages vengeurs : doivent-ils être considérés comme des héros ou au contraire, des méchants ? Et ainsi, de quel côté se range Hieronimo, alors que ce dernier accomplit une vengeance privée pour obtenir justice de la mort de son fils ?
Connue pour avoir été mise en scène peu de temps après La Tragédie espagnole, la pièce de Shakespeare Titus Andronicus est une autre pièce précurseur du genre. Dans celle-ci, on retrouve les caractéristiques typiques de la tragédie de vengeance : un cycle infernal de vengeances sanglantes franchit ainsi les bornes de la justice privée pour porter atteinte au destin de Rome. Dans cette pièce, le meurtre du fils aîné de la reine des Goths Tamora, captive de guerre, par Titus lors d’un rituel entraîne plus tard le viol et la mutilation de la fille de Titus, Lavinia par deux des fils de la reine barbare. Pour se venger à son tour, Titus tue les deux fils de Tamora et sert les cadavres de ces derniers à manger préparés sous forme de tartes à leur mère, au cours d'un festin.
Comme le genre a progressivement gagné en popularité, les dramaturges ont exploré cette tension entre vengeance privée et vengeance publique grâce à l’introduction d’une grande variété de personnages. Dans La Vengeance d’Antonio, John Marston crée un personnage nommé Pandulpho qui incarne une thèse développée dans La Tragédie Espagnole, sur le stoïcien sénéquien. Ce dernier n’est
pas dominé par ses émotions mais s’appuie plutôt sur une sorte d'équilibre entre déterminisme cosmique et liberté humaine, dans le but d’éviter le malheur. Dans sa pièce Hamlet, Shakespeare explore la complexité du désir viscéral de
vengeance, et le met face à face avec l’éthique et la philosophie stoïciennes. Tout au long de la pièce, Hamlet lutte pour venger le meurtre de son père (cette vengeance a été commandée par le fantôme du père d’Hamlet lui-même), et ne finit par le faire que par infortune.
D’autres dramaturges de cette époque ont questionné les conventions du genre à travers la parodie et le renversement des codes propres à la tragédie de vengeance. Dans La Tragédie du vengeur de Thomas Middleton, le personnage Vindice est un homme rancunier qui semble trouver un plaisir particulier dans la vengeance en elle-même, un plaisir suffisant pour motiver ses actes.  La Tragédie de l’Athée de Cyril Tourneur à l’inverse
développe une trame anti-vindicative. Ainsi, le fantôme de Montferrer demande explicitement à Charlemont de ne pas le venger de manière à éviter le sang et la violence.

## Réception
Les tragédies de vengeance ont connu un rapide succès pendant les ères élisabéthaine et jacobéenne. Pour certains spécialistes, le fait que ces pièces questionnent ouvertement l’aspect éthique de la vengeance et le pouvoir qu’ont les individus à faire justice eux-mêmes constitue en quelque sorte une preuve que le public de l’époque était moralement opposé à cette conception. À l’inverse, pour d’autres, la popularité du genre nous montre que ces pièces exprimaient avant tout les frustrations, ainsi que les envies justicières de chaque individu, contenues par l’oppression du gouvernement.

## Films
La tragédie de vengeance a inspiré de nombreuses adaptations cinématographiques. Si l'on excepte les films basés sur l'histoire de Hamlet, on trouve entre autres :
- Edward II de Derek Jarman
- Titus de Julie Taymor
- Revengers Tragedy de Alex Cox
- Middleton's Changeling de Marcus Thompson
- The Cook, the Thief, His Wife, and Her Lover de Peter Greenaway et Dogville de Lars von Trier sont des œuvres basées sur un texte original qui s'inspire du style des tragédies de vengeance.
- In the Bedroom de Todd Field